# Eremomidas chan
Eremomidas chan is een vliegensoort uit de familie Mydidae. De wetenschappelijke naam van de soort is voor het eerst geldig gepubliceerd in 1896 door Semenov.
De soort komt voor in Turkmenistan en Oezbekistan.